# Haras de Deux-Ponts
Le Haras de Deux-Ponts (allemand : Landgestüt Zweibrücken) est un haras allemand, qui fut haras national de Rhénanie-Palatinat entre 1960 et 2008, et est désormais une entreprise sous la forme GmbH.
Ce haras fournit des étalons pour la reproduction et exploite un centre de collecte de sperme. En outre, ce haras est l'autorité compétente pour les tests de performance des chevaux conformément à la loi sur l'élevage, et participe à l'éducation et à la formation dans le domaine de l'élevage et de la garde des chevaux.

## Histoire
Sous le Premier Empire, Deux-Ponts est l'un des six haras d'arrondissement retenus par Napoléon Ier par le décret du  4 juillet 1806, signé à Saint-Cloud, ce territoire ayant été conquis militairement lors des guerres napoléoniennes.